# II típusú német tengeralattjáró

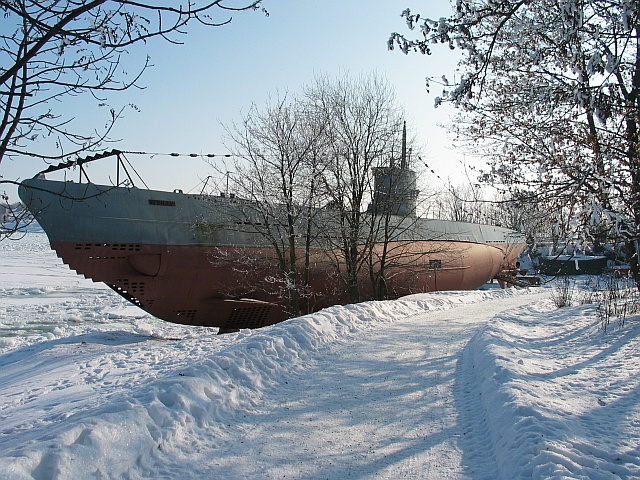
Egy finn CV-707 típusú tengeralattjáró, mely a II típusú német tengeralattjárók alapjaként szolgált.

A II típusú német tengeralattjárók a partok közelében szolgálatot teljesítő tengeralattjárók voltak. Ezeket az U-bootokat a finn CV-707 tengeralattjáróról mintázták. A II típusú tengeralattjárók túl kicsik voltak ahhoz, hogy a parttól távol, és az onnan érkező utánpótlás nélkül sokáig el tudják látni feladataikat. Ezen tulajdonságai miatt a tengeralattjárót főként a német tengerészek és tisztek kiképzésére használták. A II típusú U-bootoknak négy altípusuk volt.

## Történet
Az első világháborút lezáró versailles-i békeszerződésben Németországot megfosztották tengeralattjáró-flottájától, de az 1920-as évek végén és az 1930-as évek elején ismét elkezdték a tengeralattjáró haderő kiépítését. A tengeralattjáró építés üteme Adolf Hitler hatalomra jutása után felgyorsult. 1935. február 11-én belekezdtek az első II típusú német tengeralattjáró építésébe. Hitler tudta, hogy a világ erre a lépésre úgy tekintene, mint az újrafegyverkezés megindítására, ezért kötött egy egyezséget a britekkel, melyben megegyeztek, hogy a német felszíni flotta a brit felszíni flotta méretének mindössze 35%-át érheti el, de tengeralattjárók tekintetében elérheti a brit tengeralattjáró-flotta méreteit. A szerződést 1935. június 18-án írták alá, majd 11 nappal később az U-1-et már hadrendbe is állították.
A II típusú tengeralattjárók egyik legjellemzőbb tulajdonsága a kicsi méretük volt. Kis méretük miatt képesek voltak a sekélyebb vizeken is tevékenykedni, ahova a nagyobb hajók nem juthattak el, valamint gyorsabban is tudtak merülni azoknál. Alacsony tornyuk miatt észlelésük is nehezebb volt. Mindezek ellenére maximális merülési mélységük és hatótávolságuk lényegesen kisebb volt, mint az újabb tengeralattjáróknak, valamint torpedóból is csak kevesebbet tudott magával vinni. Az ilyen U-bootokon a legénység élettere is igen szűk volt.
A II típusú U-Bootok egyszerű hajótesttel rendelkeztek, nem voltak bennük vízmentes helyek. Az ilyen tengeralattjárók mindössze három torpedóvető csővel rendelkeztek, melyek mindegyike az orrban helyezkedett el. A hajótesten belül volt még két darab torpedó, melyeket a kilőtt torpedók helyére tölthettek be. A hajótestre nem volt fedélzeti ágyú szerelve, mindössze egy 20 mm-es légvédelmi fegyver a repülőgépek ellen.
A tengeralattjáró belső tere szűkös volt. A két tartalék torpedó, a vetőcsövek és a parancsnoki terem közti teret kitöltötte, így a legénység 24 tagja, a torpedók körüli 12 alvóhelyen élt. A tengeralattjáró hátuljában, a motornál is volt négy fekvőhely a motorkezelő személyzet számára. A étkezési és egészségügyi körülmények nagyon alacsony szinten voltak, így a hosszabb őrjáratok igencsak meggyötörték a tengerészeket.
A legtöbb II típusú tengeralattjáró a háború elején teljesített szolgálatot, később már csak kiképző feladatokat láttak el. Mégis volt néhány darab, melyeket szétszedtek, uszályokon, vagy szárazföldön Linz-be szállítottak, majd ott ismét összeszerelve a szovjetek ellen vetettek be a Fekete-tengeren.
Ellentétben a többi U-boot típussal, a II típusú tengeralattjárók közül csak nagyon kevés veszett el. Ennek az lehet a magyarázata, hogy főleg kiképzési célokra használták őket, de még így is akadt közöttük néhány mely balesetet szenvedett.
Ezek a tengeralattjárók voltak a német újrafegyverkezés első lépései, és a németek rengeteg tapasztalatot szereztek velük a tengeralattjáró építés területén. Mindent összevetve a II típusú U-Bootok nagyon hatékonyak voltak abban a feladatkörben, amit nekik szántak.

## IIA típus
A kieli Deutsche Werke AG mindössze hat darab IIA típusú tengeralattjárót épített 1934 és 1935 közt. Ezek a következők
U–1, U–2, U–3, U–4, U–5, U–6
Általános jellemzők
- Vízkiszorítás: 
  - felszínen 254 t
  - lemerülve 303 t
- Hossz: 
  - teljes 40,9 m
  - nyomásálló test 27,8 m
- Szélesség: 
  - teljes 4.1 m
  - nyomásálló test 4 m
- Merülés: 3,8 m
- Magasság: 8,6 m
- Teljesítmény: 
  - felszínen 500 kW (700 Le)
  - lemerülve 270 kW (360 Le)
- Sebesség: 
  - felszínen 13 csomó (24 km/h)
  - lemerülve 6,9 csomó (13 km/h)
- Hatótávolság: 
  - felszínen 2500 km, 8 csomós (15 km/h) sebesség mellett
  - lemerülve 55 km, 4 csomós (7 km/h) sebesség mellett
- Torpedók: 5 (3 vetőcső)
- Fedélzeti ágyú: Nincs
- Legénység: 22 – 24 fő
- Maximális merülési mélység: 150 m

## IIB típus
Összesen 20 darab IIB típusú tengeralattjáró épült. A kieli Deutsche Werke AG négy darabot épített 1935 és 1936 közt, a szintén kieli Germaniawerft AG tizennégyet. A lübecki Flender-Werke AG pedig két darabot, de 1938 és 1940 között. A tengeralattjárók a következők
U–7 – U-8 --
U-9 – U-10 --
U-11 – U-12 --
U-13 – U-14 --
U-15 – U-16 – 
U-17 – U-18 --
U-19 – U-20 --
U-21 – U-22 --
U-23 – U-24 --
U-120 – U-121
Általános jellemzők
- Vízkiszorítás: 
  - felszínen 279 t
  - lemerülve 328 t
- Hossz: 
  - teljes 42,7 m
  - nyomásálló test 28,2 m
- Szélesség: 
  - teljes 4.1 m
  - nyomásálló test 4 m
- Merülés: 3,9 m
- Magasság: 8,6 m
- Teljesítmény: 
  - felszínen 500 kW (700 Le)
  - lemerülve 270 kW (360 Le)
- Sebesség: 
  - felszínen 13 csomó (24 km/h)
  - lemerülve 7 csomó (13 km/h)
- Hatótávolság: 
  - felszínen 5000 km, 8 csomós (15 km/h) sebesség mellett
  - lemerülve 70 km, 4 csomós (7 km/h) sebesség mellett
- Torpedók: 5 (3 vetőcső)
- Fedélzeti ágyú: Nincs
- Legénység: 22 – 24 fő
- Maximális merülési mélység: 150 m

## IIC típus
A kieli Deutsche Werke AG nyolc darab IIC típusú tengeralattjárót épített 1937 és 1940 közt. Ezek a következők
U-56 – U-57 --
U-58 – U-59 – 
U-60 – U-61 --
U-62 – U-63
Általános jellemzők
- Vízkiszorítás: 
  - felszínen 291 t
  - lemerülve 341 t
- Hossz: 
  - teljes 43,9 m
  - nyomásálló test 29,6 m
- Szélesség: 
  - teljes 4.1 m
  - nyomásálló test 4 m
- Merülés: 3,8 m
- Magasság: 8,4 m
- Teljesítmény: 
  - felszínen 500 kW (700 Le)
  - lemerülve 310 kW (410 Le)
- Sebesség: 
  - felszínen 12 csomó (22 km/h)
  - lemerülve 7 csomó (13 km/h)
- Hatótávolság: 
  - felszínen 6100 km, 8 csomós (15 km/h) sebesség mellett
  - lemerülve 67 km, 4 csomós (7 km/h) sebesség mellett
- Torpedók: 5 (3 vetőcső)
- Fedélzeti ágyú: Nincs
- Legénység: 22 – 24 fő
- Maximális merülési mélység: 150 m

## IID típus
A kieli Deutsche Werke AG tizenhat darab IID típusú tengeralattjárót épített 1939 és 1940 közt. Ezek a következők
U-137 – U-138 --
U-139 – U-140 – 
U-141 – U-142 --
U-143 – U-144 – 
U-145 – U-146 --
U-147 – U-148 – 
U-149 – U-150 --
U-151 – U-152
Általános jellemzők
- Vízkiszorítás: 
  - felszínen 314 t
  - lemerülve 364 t
- Hossz: 
  - teljes 44 m
  - nyomásálló test 29,8 m
- Szélesség: 
  - teljes 4.9 m
  - nyomásálló test 4 m
- Merülés: 3,9 m
- Magasság: 8,4 m
- Teljesítmény: 
  - felszínen 500 kW (700 Le)
  - lemerülve 310 kW (410 Le)
- Sebesség: 
  - felszínen 12,7 csomó (24 km/h)
  - lemerülve 7,4 csomó (14 km/h)
- Hatótávolság: 
  - felszínen 9000 km, 8 csomós (15 km/h) sebesség mellett
  - lemerülve 90 km, 4 csomós (7 km/h) sebesség mellett
- Torpedók: 5 (3 vetőcső)
- Fedélzeti ágyú: Nincs
- Legénység: 22 – 24 fő
- Maximális merülési mélység: 150 m